# バスケットボール女子クロアチア代表
バスケットボール女子クロアチア代表(バスケットボールじょしクロアチアだいひょう、Croatian national basketball team)は、クロアチアバスケットボール連盟により国際大会に派遣される女子バスケットボールナショナルチームである。
1992年まではユーゴスラビア代表として国際大会に参加。オリンピックは2012年ロンドン大会で初出場を果たすが、ワールドカップは未出場。

## 主な国際大会成績
- 夏季オリンピック
  - 2012年 － 10位
- ワールドカップ
  - 出場なし
- ユーロバスケット
  - 5位：2011年